# Bryne Stadion
Bryne Stadion – stadion sportowy w Bryne, w Norwegii. Został otwarty w 1946 roku. Może pomieścić 4000 widzów, z czego 2507 miejsc jest siedzących. Swoje spotkania na stadionie rozgrywają piłkarze klubu Bryne FK.